# 1841 Masaryk
1841 Masaryk este un asteroid din centura principală, descoperit pe 26 octombrie 1971 de Luboš Kohoutek.
Asteroidul a fost numit în onoarea primului președinte al Republicii Cehoslovace Tomáš Garrigue Masaryk (1851-1937), om politic și filozof.